# 제55회 NHK 홍백가합전
《제55회 NHK 홍백가합전》(일본어: 第55回NHK紅白歌合戦 다이고쥬고카이에누에이치케이코하쿠우타갓센[*])는 2004년 12월 31일에 방송된 통산 55회째인 NHK 홍백가합전이다.

## 소개
한류 드라마 대히트를 배경으로, 류 · 이정현이 출장하였다.

## 사회자
- 종합사회 - 호리오 마사아키 아나운서
- 홍조(紅組) - 오노 후미에 아나운서
- 백조(白組) - 아베 와타루 아나운서
- 라디오 중계 - 후지사키 히로시, 스미요시 미키 아나운서

## 심사원
- 노구치 미즈키 : 2004년 하계 올림픽 육상 여자 마라톤 금메달리스트.
- 노무라 타다히로 : 2004년 하계 올림픽 유도 남자 60kg급 금메달리스트.
- 하시다 스가코 : 2005년 개국 80주년 기념 드라마 『ハルとナツ 届かなかった手紙』 작가.
- 나카무라 칸자부로 (18대) : 가부키 배우로, 2004년 나카무라 칸자부로의 이름을 습명.
- 아라카와 시즈카 : 2004년 NHK배 국제피겨스케이팅경기대회 여자 싱글 우승.
- 타키자와 히데아키 : 2005년 NHK 대하드라마 요시쓰네의 주인공 미나모토노 요시쓰네 역.
- 타카시마 레이코 : 2004년 NHK 금요시대극 『御宿かわせみ』에서 주인공 쇼지 루이 역.
- 와다 가즈히로 : 2004년 하계 올림픽 야구 동메달리스트이자 같은 해 세이부 라이온스를 퍼시픽 리그와 2004년 일본 시리즈를 우승으로 이끈 외야수.
- 모리 미츠코 : 『ハルとナツ 届かなかった手紙』에서 주인공 타카쿠라 하루 역.
- 히노하라 시게아키 : 세이루카국제병원 이사장으로, 2001년부터 출판한 저서 『生きかた上手』시리즈가 베스트셀러가 되었다.

## 출장가수
진한 글씨는 첫 출장을 나타냄.

괄호 안의 숫자는 출장횟수를 나타냄.

### 1부
- 아카구미(紅組) :
  - 우에토 아야 (1) 〈愛のために。〉
  - 모닝구무스메 (7)·W 〈2004年 愛・涙・キッス[1] 紅白スペシャル〉
  - aiko (3) 〈花風〉
  - 모리야마 료코 (9) 〈あなたが好きで〉
  - 미즈모리 카오리 (2) 〈釧路湿原〉
  - 가와나카 미유키 (17) 〈おもろい女〉
  - 보아 (3) 〈QUINCY〉
  - 고토 마키 (2)·마츠우라 아야 (4) 〈冬の童謡～メリークリスマス&ハッピーニュー2005年～[2]〉
  - Every Little Thing (8) 〈恋文〉
  - 시마타니 히토미 (3) 〈ANGELUS -アンジェラス-〉
  - 나카무라 미츠코 (11) 〈河内おとこ節〉
  - 시마쿠라 치요코 (35) 〈人生いろいろ〉
  - 나쓰카와 리미 (3) 〈涙そうそう〉

- 시로구미(白組) :
  - TOKIO (11) 〈自分のために〉
  - w-inds. (3) 〈四季〉
  - 가와구치 쿄고 (1) 〈桜〉
  - 존 켄 누조 (2) 〈「新選組！」メイン・テーマ〉
  - 야마모토 조지 (13) 〈ふるさとのはなしをしよう〉
  - 호리우치 타카오 (16) 〈カラスの女房〉
  - EXILE (2) 〈Carry On〉
  - nobodyknows+ (1) 〈ココロオドル〉
  - 미카와 켄이치 (21) 〈納沙布みれん〉
  - ORANGE RANGE (1) 〈ロコローション〉
  - 기시단 (1) 〈One Night Carnival〉
  - 후세 아키라 (20) 〈MY WAY〉
  - 마에카와 키요시 (14) 〈そして、神戸〉

### 2부
- 아카구미(紅組) :
  - 히라하라 아야카 (1) 〈Jupiter〉
  - 오오츠카 아이 (1) 〈さくらんぼ〉
  -  이정현 (1) 〈Heaven 2004〉
  - DREAMS COME TRUE (9) 〈やさしいキスをして〉
  - 하마사키 아유미 (6) 〈Moments〉
  - 후지 아야코 (13) 〈雪荒野〉
  - 나가야마 요코 (11) 〈じょんから女節〉
  - 히토토 요 (2) 〈ハナミズキ〉
  - 와다 아키코 (28) 〈あの鐘を鳴らすのはあなた〉
  - 나카시마 미카 (3) 〈朧月夜～祈り〉
  - 쿠라키 마이 (2) 〈明日へ架ける橋〉
  - 사카모토 후유미 (16) 〈播磨の渡り鳥〉
  - 이시카와 사유리 (27) 〈一葉恋歌〉
  - 덴도 요시미 (9) 〈男の夜明け〉
  - 고바야시 사치코 (26) 〈雪椿〉

- 시로구미(白組) :
  - 포르노그라피티 (3) 〈黄昏ロマンス〉
  - CHEMISTRY (4) 〈白の吐息〉
  -  류 (1) 〈最初から今まで〉
  - GACKT (4) 〈君に逢いたくて〉
  - 고스페라즈 (4) 〈ミモザ〉
  - 토바 이치로 (17) 〈大阪湾〉
  - 호소카와 타카시 (30) 〈下北漁歌〉
  - 마츠다이라 켄 (1) 〈マツケンサンバII〉
  - 유즈 (2) 〈栄光の架橋〉
  - 사다 마사시 (16) 〈遙かなるクリスマス　紅白歌合戦バージョン〉
  - 모리 신이치 (37) 〈さらば青春の影よ〉
  - 키타지마 사부로 (41) 〈峠〉
  - 히카와 키요시 (5) 〈番場の忠太郎〉
  - 히라이 켄 (4) 〈瞳をとじて〉
  - 이츠키 히로시 (34) 〈雪燃えて〉